# Хоули-Бич
Хоули-Бич (англ. Hawley Beach) — приморский курортный городок, который находится в 22 километра от Девонпорта, в Тасмании, Австралия. Непосредственно примыкает к городку Порт-Сорелл. С востока, через неширокий эстуарий, граничит с национальным парком Нараунтапу.
Почтовое отделение было открыто 2 ноября 1965 года и закрыто в 1992 году.
В 2006 году в городке проживало 596 человек.
Городок известен своими красными песчаными крабами и хорошими условиями для рыбалки. Он граничит с лиманом реки Рубикон, который был определён BirdLife International важной орнитологической территорией, в особенности важной для куликов-сорок.